# The Miracle Centre
The Miracle Center es una película de comedia nigeriana de 2020 dirigida por Niyi Towolawi y coproducida por el propio director junto a Odetoye Bode para Kherut Films. Está protagonizada por Yemi Shodimu, Hafeez ‘Saka’ Oyetoro, Binta Ayo Mogaji, Femi Adebayo y Ayobami ‘Woli Agba’.

## Sinopsis
Greg es un profesor recién llegado a la Escuela de Gramática de Panya. Aun así está decidido a cambiar el sistema de educación corrupto en que se encuentra.

## Elenco
- Yemi Shodimu como Greg
- Hafeez 'Saka' Oyetoro como subdirector
- Binta Ayo Mogaji
- Femi Adebayo
- Ayobami 'Woli Agba' Ajewole
- Etinosa Idemudia como Lucy
- Broda Shaggi
- Rotimi Salami
- Odunlade Adekola como taxista
- Rachael Okonkwo
- María Owen
- Muyiwa Donald
- Chinonso Ukah
- Ralph Niyi

## Lanzamiento
Se estrenó el 15 de febrero de 2020 y recibió críticas positivas.